# Двухкомпонентная система
Двухкомпоне́нтная систе́ма (англ. Two-component system) — молекулярно-биологический механизм, позволяющий клеткам ощущать и отвечать на изменения различных параметров окружающей среды. Как правило, двухкомпонентная система состоит из мембраносвязанной гистидинкиназы, которая ощущает изменения окружающей среды, и соответствующего регулятора ответа, который обеспечивает клеточный ответ, главным образом за счёт дифференциальной экспрессии генов-мишеней. Хотя двухкомпонентные системы обнаружены у представителей всех трёх доменов жизни, наиболее часто они встречаются у бактерий, особенно грамотрицательных бактерий и цианобактерий. Гены, кодирующие гистидинкиназы и регуляторы ответа, составляют два самых крупных семейства генов у бактерий. Гораздо реже двухкомпонентные системы встречаются у архей и эукариот; тем не менее, они всё же описаны у дрожжей и плесневых грибов, слизевиков и обычны для растений, но полностью отсутствуют у Metazoa.

## Механизм
Двухкомпонентные системы осуществляют биологическую передачу сигнала посредством фосфорилирования регулятора ответа (РО) гистидинкиназой (ГК). Гистидинкиназы, как правило, являются гомодимерными трансмембранными белками, которые имеют гистидинсодержащий фосфотрансферазный домен и АТФ-связывающий домен, хотя описаны необычные семейства ГК, не являющихся гомодимерными. Регуляторы ответа могут состоять из одного домена-получателя, но обычно являются мультидоменными белками, содержащими домен-получатель и эффекторный домен, часто обладающий ДНК-связывающей активностью. Когда ГК ощущает изменение во внеклеточной среде, она осуществляет реакцию аутофосфорилирования, перенося фосфорильную группу с АТФ на специфический остаток гистидина. Соответствующий РО далее катализирует реакцию переноса этой фосфорильной группы от ГК на остаток аспартата в своём домене-получателе. В результате этой реакции РО претерпевает конформационное изменение, которое активирует его эффекторный домен, а он, в свою очередь, запускает клеточный ответ на сигнал, активируя или репрессируя экспрессию генов-мишеней. 
Многие ГК бифункциональны и обладают фосфатазной активностью, направленной на соответствующие РО, поэтому сигнал на выходе отражает баланс между киназной и фосфатазной активностью ГК. Многие РО также способны к аутодефосфорилированию, кроме того, относительно лабильный фосфоаспартат может быть гидролизован неферментативно. Общий уровень фосфорилирования РО в конечном счёте контролирует его активность.
Некоторые ГК являются гибридами и содержат внутренний домен-получатель. В этом случае ГК аутофосфорилируется и далее переносит фосфорильную группу на свой внутренний домен-получатель, а не на отдельный белок-регулятор ответа. Далее фосфорильная группа переносится на гистидинтрансферазу и от неё на конечный РО, который и запускает необходимый клеточный ответ. Такая система называется фосфореле (англ. phosphorelay). Почти 25 % бактериальных ГК и большинство эукариотических ГК относятся к гибридному типу.

## Функции
Двухкомпонентные системы позволяют бактерии ощущать, отвечать и адаптироваться к разнообразным изменениям окружающей среды и стрессовым воздействиям. Двухкомпонентные системы могут реагировать на разнообразные стимулы: питательные вещества, оксилительно-восстановительный статус клетки, изменения осмолярности, сигналы кворума, антибиотики, температура, хемоаттрактанты, pH и другие. Например, у Escherichia coli осморегуляторная двухкомпонентная система EnvZ/OmpR контролирует дифференциальную экспрессию поринов внешней мембраны OmpF и OmpC. Сенсорная киназа KdpD регулирует оперон kdpFABC, ответственный за транспорт ионов калия у таких бактерий, как E. coli и Clostridium acetobutylicum. Цитоплазматический участок KdpD может быть сенсором тургорного давления. 
Среднее количество двухгибридных систем в бактериальном геноме оценивается как 30 (1—2 % генома). Некоторые бактерии, обычно являющиеся эндосимбионтами или патогенами, полностью лишены двухкомпонентных систем, а некоторые бактерии имеют свыше 200 таких систем. Такие системы требуют наличия общей системы регуляции, предотвращающей перекрёст между ними, который довольно редок в условиях in vivo.

## Эволюция
Количество двухкомпонентных систем, закодированных в бактериальном геноме, тесно связано с его размером, а также экологической нишей, занимаемой бактерией. У обитателей ниш, в которых часто меняются условия окружающей среды, имеется больше генов, кодирующих ГК и РО. Новые двухкомпонентные системы могут образовываться путём дупликации генов и передаваться при горизонтальном переносе генов, причём скорости обоих процессов значительно варьируют у разных видов бактерий. В большинстве случаев ГК и соответствующие им РО кодируются одним опероном. В отличие от дупликации генов, горизонтальный перенос генов в большей степени способствует сохранению оперонной организации.

## У эукариот
Двухкомпонентные системы среди эукариот редки. Они встречаются у дрожжей, нитчатых грибов, слизевиков, довольно обычны для растений, однако полностью отсутствуют у настоящих многоклеточных животных (Metazoa). По-видимому, эукариоты получили двухкомпонентные системы через горизонтальный перенос генов, нередко от эндосимбиотических органелл, и их ГК обычно относятся к гибридному типу. Например, у дрожжей Candida albicans ядерные гены, кодирующие компоненты двухкомпонентных систем, имеют митохондриальное происхождение. Двухкомпонентные системы успешно интегрированы в сигнальные пути растений, контролирующие развитие, и, скорее всего, произошли от хлоропластов путём горизонтального переноса генов. Например, у Arabidopsis thaliana ген, кодирующий сенсорную киназу хлоропластов (англ. chloropast sensor kinase, CSK), находится в ядерном геноме, но произошёл из генома хлоропластов. CSK обеспечивает работу регуляторной системы, связывающей фотосинтез и экспрессию генов хлоропластов; это наблюдение было описано как ключевое предсказание гипотезы CoRR, которая объясняет сохранение генов у эндосимбиотических органелл.
Неясно, почему двухкомпонентные системы редки у эукариот, у которых многие функции двухкомпонентных систем выполняются сигнальными системами, основанными на сериновых, треониновых и тирозиновых киназах. Одно из предложенных объяснений заключается в том, что фосфоаспартат слишком нестабилен, а для передачи сигнала в более сложных эукариотических клетках необходимы более стабильные соединения.. Стоит отметить, что перекрёст между сигнальными путями эукариотических клеток — обычное явление, при этом у бактериальных двухкомпонентных систем он встречается редко.

## Биоинформатика
Благодаря схожести последовательностей и оперонной структуре многие двухкомпонентные системы, в особенности, ГК, относительно просто идентифицировать с помощью биоинформатического анализа. Эукариотические же киназы идентифицировать довольно просто, однако найти их субстраты — нетривиальная задача. База данных двухкомпонентных систем прокариот — P2CS — хранит информацию и классифицирует известные двухкомпонентные системы. Для некоторых случаев база данных хранит предсказания о предполагаемых партнёрах ГК и РО.